# Myopsyche pallidicincta
Myopsyche pallidicincta är en fjärilsart som beskrevs av Sergius G. Kiriakoff 1954. Myopsyche pallidicincta ingår i släktet Myopsyche och familjen björnspinnare. Inga underarter finns listade i Catalogue of Life.